# Abbaye de Grandpré
Pour les articles homonymes, voir Grandpré (homonymie).
L'abbaye de Grandpré était située à Faulx-les-Tombes (maintenant commune de Gesves), dans la province de Namur en Belgique. De l’ancienne abbaye cistercienne, il ne subsiste que le ravissant portail d’entrée, les bâtiments de la ferme et le moulin. Le domaine est traversé par le Samson, rivière qui autrefois faisait tourner le moulin.

## Histoire
Au XIIe siècle, il n’y avait qu’une grange érigée sur des terres appartenant à l’abbaye de Villers-en-Brabant (maintenant connue sous le nom de Villers-la-Ville). Grâce à une dotation du marquis Philippe II de Courtenay-Namur, des moines de Villers s’y installèrent en permanence. On considère 1231 comme la date de fondation du prieuré de Grandpré. Plus tard (à une date inconnue), le prieuré acquit son autonomie et devint une abbaye. Mais Grandpré ne fut jamais ni florissante ni célèbre. Le nombre de moines ne dépassa jamais la vingtaine, même si l’abbaye possédait une dizaine de fermes dans les environs. Il ne semble pas que Grandpré ait jamais fait aucune fondation. Suivant le système traditionnel de filiation, elle resta Abbaye-fille de Villers-en-Brabant.

## Aujourd’hui
Le cadre - la vallée du Samson - est splendide et reposant. Les bâtiments sont restaurés et bien entretenus. L’abbaye est passée dans le domaine privé et ne se visite pas.
Les jardins sont cependant accessibles sur demande et moyennant une minime contribution destinée aux œuvres sociales du propriétaire.

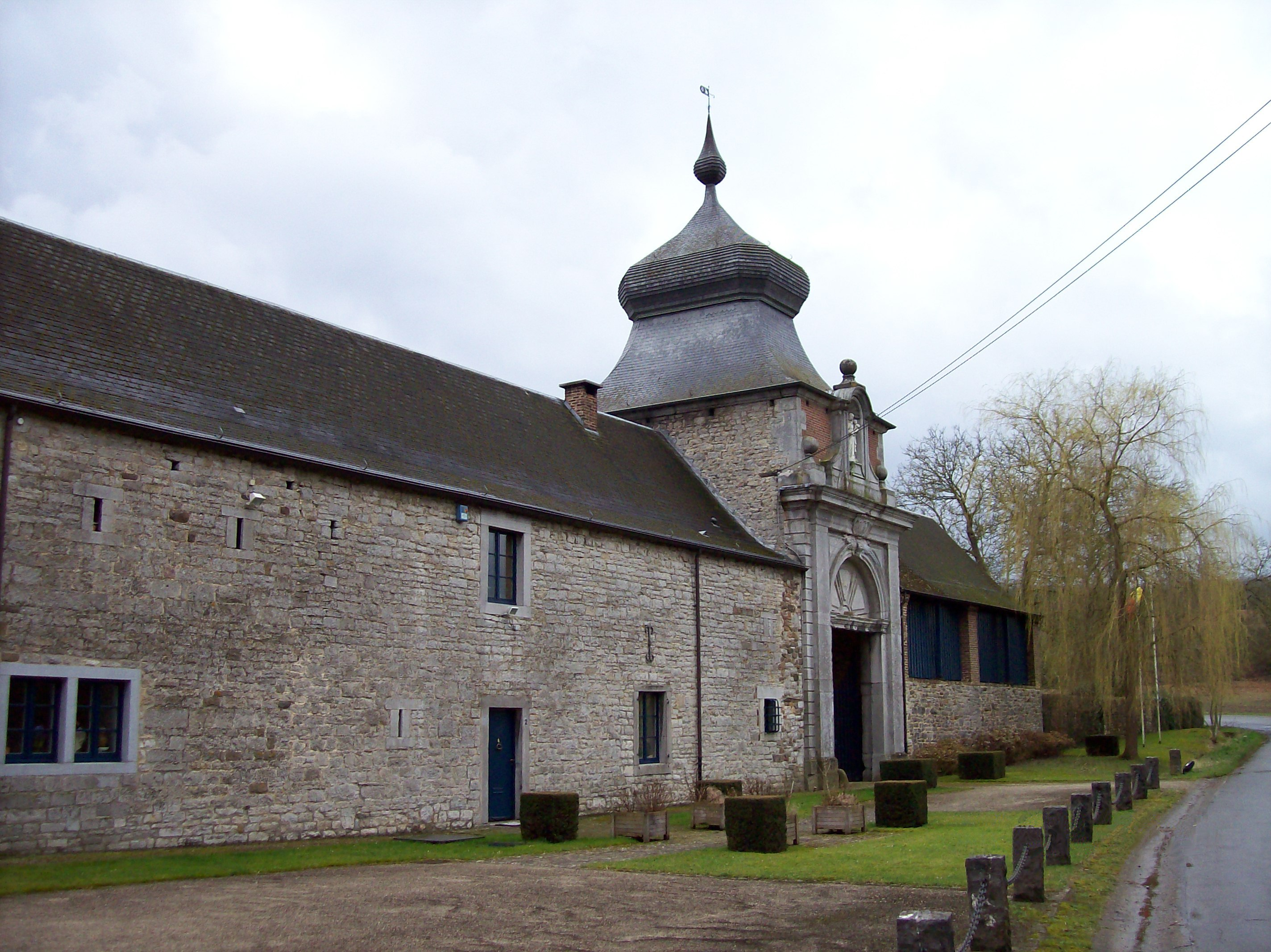
Portail de l'abbaye
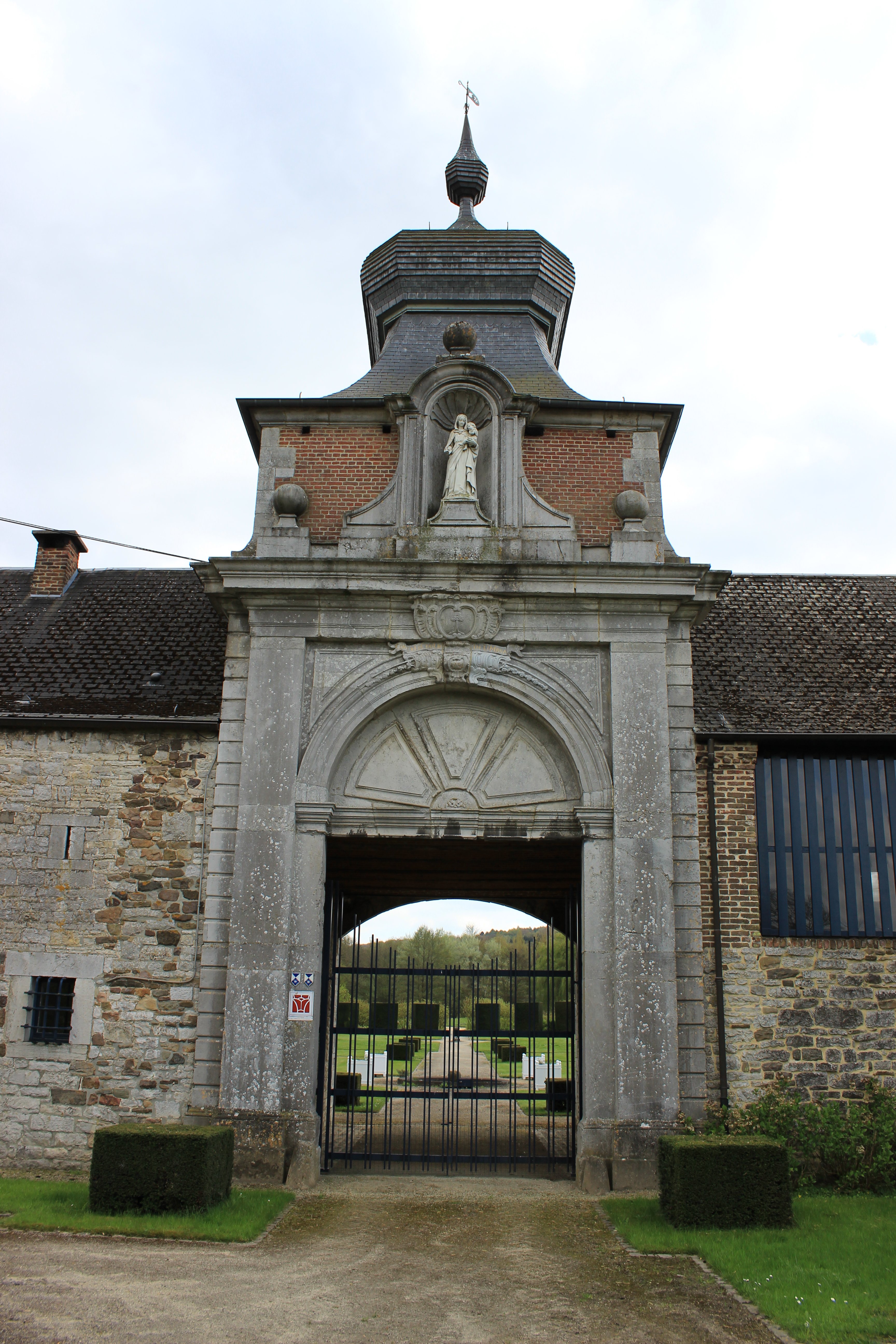
Porche d'entrée
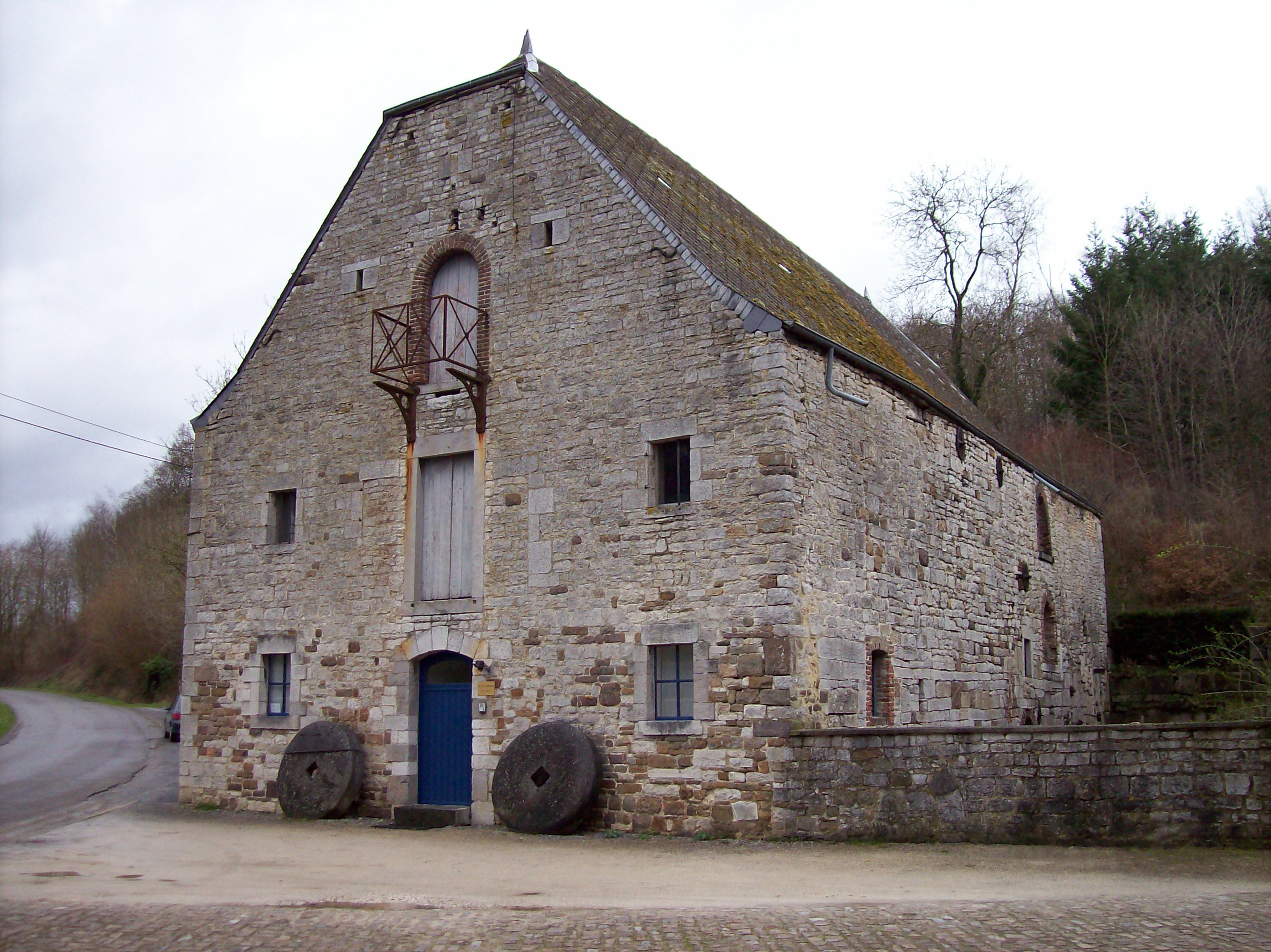
Moulin de l'ancienne abbaye

## Patrimoine architectural
Des vastes bâtiments incendiés et saccagés lors de la Révolution française, il reste le remarquable portail d'entrée restauré en 1771 sous l'abbatiat d'Étienne Defrenne et classé, depuis 1956, par la Commission royale des monuments et des sites.